# Pernik
Pernik (bugarski: Перник) je grad od 121 366 stanovnika u Bugarskoj (oko 30 km jugozapadno od Sofije). Grad je sjedište istoimene Oblasti Pernik, leži na obalama rijeke Strume u Perničkoj dolini, okružen planinama Ljuljin, Vitoša i Golo Brdo. Pored grada prolazi europska cestovna magistrala E79 i važna željeznička pruga.
Okolica grada je bogata nalazištima ugljena, tako da je grad Pernik bio sjedište rudarstva u Bugarskoj.
U gradu krajem siječnja svake godine maskenbal Festival "Surva." Pernik je središte metalurgije u Bugarskoj je sada "Stomana industry".

## Povijest
Prvotno naselje razvilo se iz tračke utvrde iz IV st pr. Kr., koje je kasnije poslalo rimsko naselje. Pod imenom Pernik prvi put se spominje u IX st. n.e. Ime Pernik naselju je dalo novodošlo slavensko stanovništvo po svom bogu Perunu.
U XI st. utvrda Pernik je neosvojiva za Bizant, u njoj stoluje legendarni vojvoda Kakra Pernički koji je imao značajnu ulogu u ranoj Bugarskoj srednjovjekovnoj državi.
U XIV st. Pernik podpada pod tursku vlast i postupno gubi svaki značaj, - tako da je 1878. godine, nakon oslobođenja od otomanske vlasti Pernik bio selo. Otkriće velikih nalazišta ugljena u neposrednoj blizini grada (početkom XX st.),  dovelo je do naglog rasta naselja, u kojem su se otvarala i industrijska postrojenja vezana uz ugljen. Tako da je 1929. godine Pernik postao i službeno grad, a od 1958. godine i admistrativno sjedište Oblasti Pernik.

## Zemljopisne i klimatske osobine
Zbog znatne nadmorske visine grada,- oko 760 m.(Pernik je jedan od najviših gradova u Bugarskoj), klima u Perniku je izrazito kontinentalna, s vrlo hladnim zimama.
Na području općine Pernik nalazi se i dio Parka prirode Vitoša (bugarski: Природен парк Витоша) koji ima 26 600 hektara od toga se u općini Pernik ima 9988 hektara. 5 km južnije od grada nalazi se Park prirode Ostrica  smješten na padinama planine Golo Brdo (bugarski: Голо Бърдо ).

## Školstvo
Na području općine Pernik djeluje 20 osnovnih škola, 9 srednjih strukovnih škola i 6 gimnazija.

## Šport
U gradu djeluje nogometni klub Minjor Pernik, koji od sezone 2008. – 09 igra u bugarskoj prvoj ligi.

## Gradovi prijatelji
- Ovar, Portugal
- Magdeburg, Njemačka
- Lausanne, Švicarska
- Skoplje, Makedonija
- Lublin, Poljska
- Caen, Francuska
- Cardiff, Wales
- Elektrostal, Rusija
- Milano, Italija
- Obrenovac, Srbija
- Ljubljana, Slovenia
- Split, Hrvatska
- Tuzla, Bosna i Hercegovina
- Heraklion, Grčka
- Pardubice, Češka
- Graz, Austrija
- Århus, Danska
- Luhansk, Ukrajina

## Vanjske poveznice
- Informacije o gradu Perniku
- Stranice Oblasti Pernik
- Stranice grada Pernika (bug.)